# Evropská silnice E136
Evropská silnice E136 je evropská silnice třídy B. Nachází se v okresech Møre og Romsdal a Innlandet v Norsku. Silnice začíná ve městě Ålesund na západním pobřeží Norska, dále prochází východně přes údolí Romsdalen a končí u vesnice Dombås. 